# Yotta
Yotta (simbol Y) este un prefix al sistemului international (SI) care reprezintă 1024.
Adoptat în 1991, provine din grecescul όχτώ, opt, fiind egal cu 10008